# Apa (marmapunt)

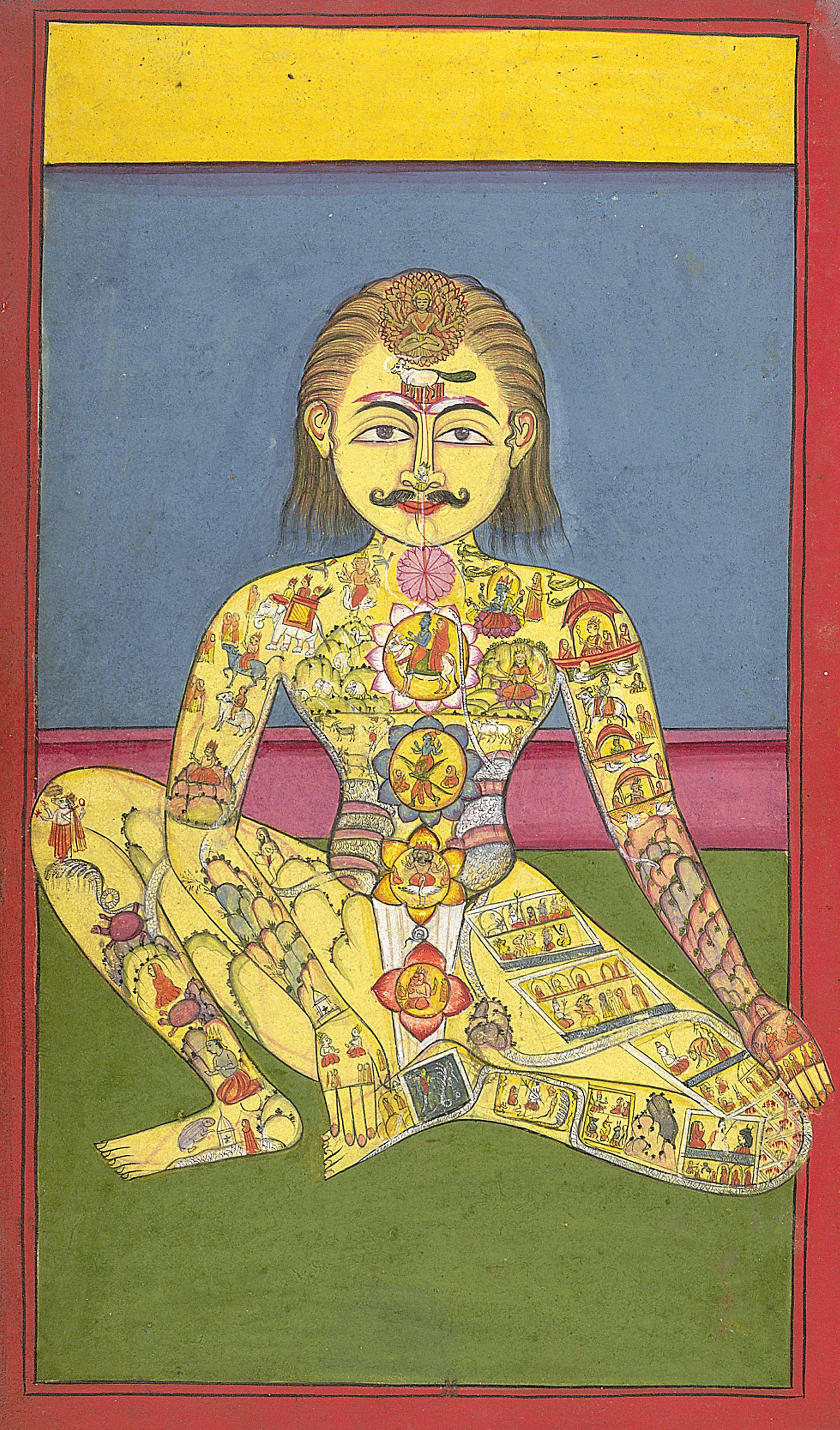
oude Tibetaanse kaart met de 7 Chakra's en de belangrijkste marmapunten

Apa (Apa-punt) is een marmapunt gelegen op het hoofd. Marmapunten worden in Oosterse filosofieën gebruikt bij massage, yoga, reflexologie en reiki. Men gelooft dat een marmapunt op een nadi ligt en zo een uitwerking kan hebben op een bepaald lichaamsdeel, proces of emotie
Apa is gelegen op het hoogste punt van de slaap (zijkant hoofd). Dit punt heeft invloed op het zien (zowel fysiek, energetisch als in "achter de komma kunnen lezen").

## Overige marmapunten
Naar schatting zijn er 62.000 marmapunten in het lichaam beschreven. De belangrijkste 52 zijn: